# Asperitas

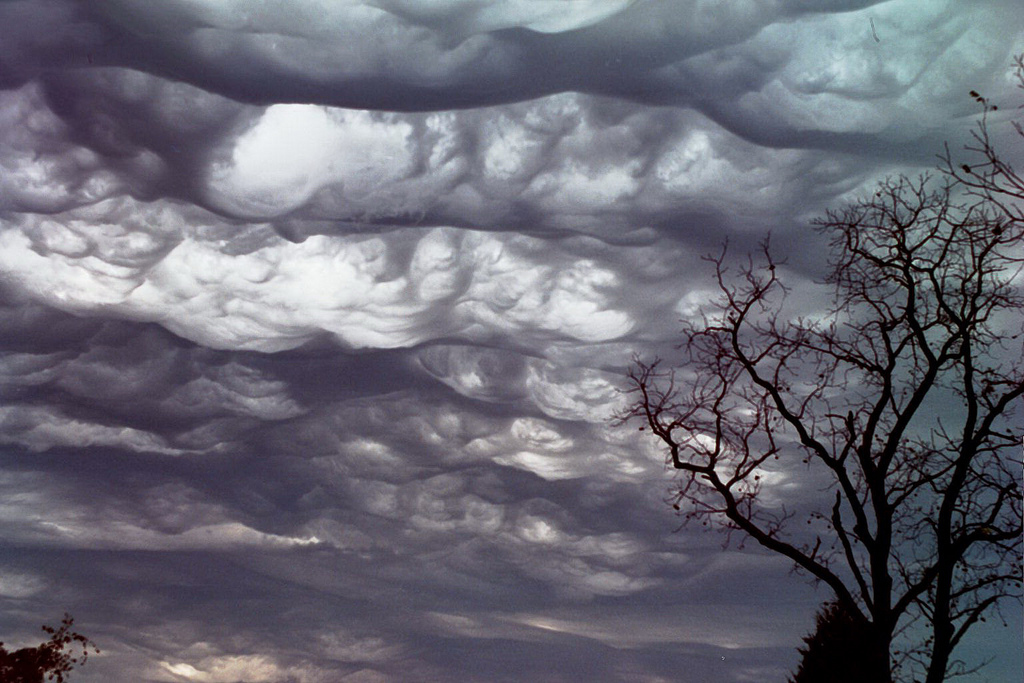
Слоисто-кучевые облака asperitas над штатом Миссури (США)

Asperitas (аспе́ритас, с лат. — «шероховатость») — особенная черта некоторых облаков, представляющая собой выраженные волнистые структуры в нижней их части, что в сочетании с неоднородной толщиной и освещением может придавать облакам необычный и устрашающий вид. В период до включения в Международную классификацию облаков такие облака получили широкую известность под названием undulatus asperatus.

## Характеристика
Чётко обозначенные волнообразные структуры на нижней стороне облака, более неровные в горизонтальной плоскости и обладающие более беспорядочной организацией, чем разновидность undulatus. Asperitas характеризуется наличием локализованных волн в основании облака, как гладких, так и испещрённых малыми элементами, иногда с заострённым окончанием, как будто наблюдатель смотрит на поверхность неспокойного моря из-под воды. Разная степень освещённости и мощности облака может давать сильный зрительный эффект.Международный атлас облаков
Черта asperitas встречается сравнительно редко, чаще всего — у слоисто-кучевых и высококучевых облаков. Их появление не ограничивается какой-либо конкретной географической областью или временем года.
Облака с чертой asperitas в нижней своей части имеют резкую хаотично-волнистую границу, причём эта граница колеблется. Поскольку неустойчивость Кельвина — Гельмгольца нередко приводит к колебаниям верхней границы облака, предполагалось, что asperitas может формироваться из-за неустойчивости на нижней границе или распространения колебаний верхней границы до самого низа облака; однако моделирование ситуаций, в которых наблюдалась asperitas, не подтверждает наличие неустойчивости Кельвина — Гельмгольца. В наблюдавшихся облаках с чертой asperitas присутствовали гравитационные волны, выраженная расслоённость и сдвиг ветра. Вероятно, характерные колебания низа облаков с чертой asperitas возникают благодаря подходящему соотношению и величинам частот Брента — Вяйсяля слоёв облака, способствующим канализированию гравитационных волн, а сдвиг ветра в облаке деформирует эти волны.

## История

Облака Asperitas близ Внуково (Москва) 09.06.2025

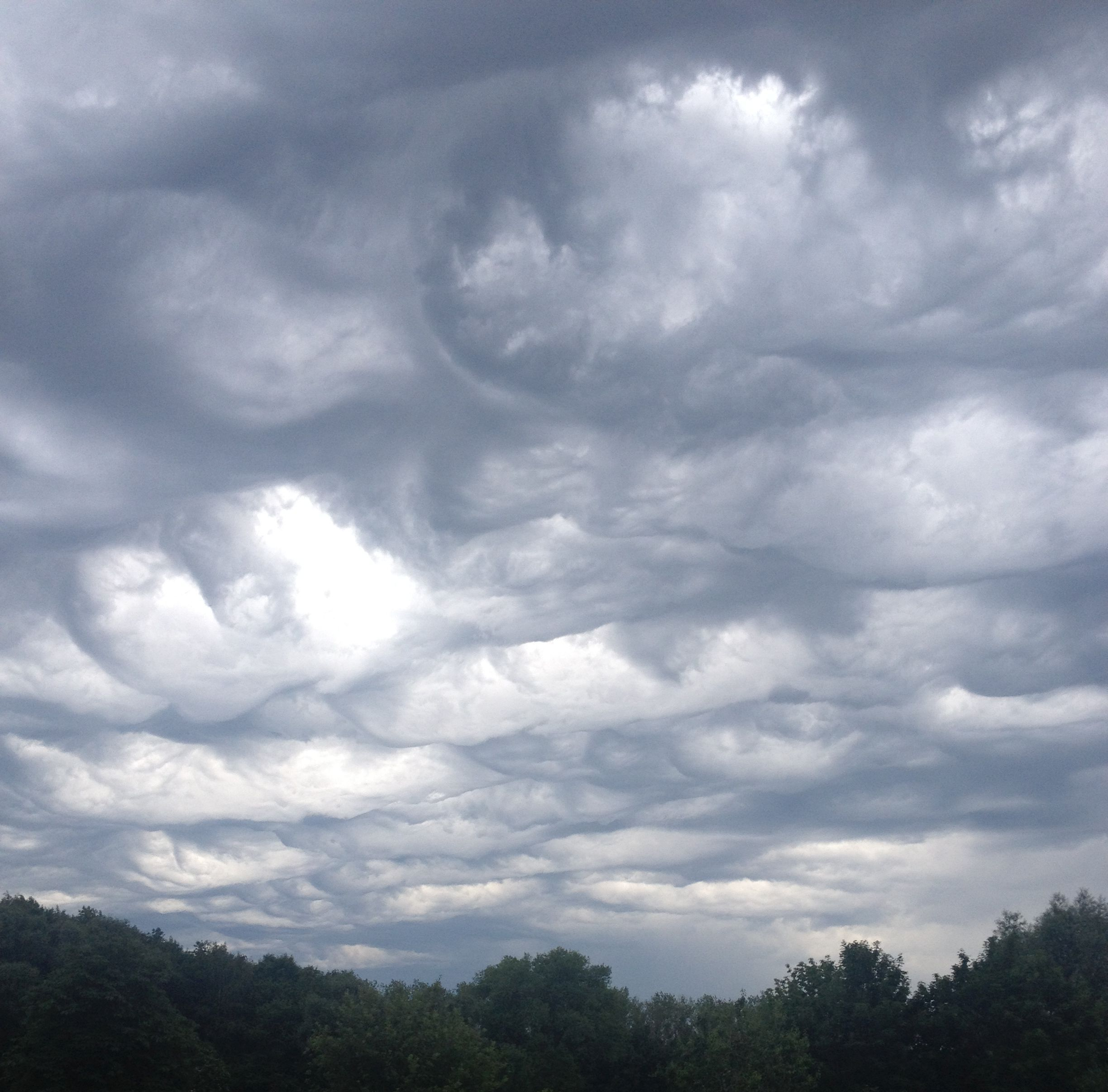
Слоисто-кучевые облака asperitas над Бельгией

Облака необычного вида, ныне называемые asperitas, привлекли внимание общественности и метеорологов благодаря британской организации «Общество любителей облаков» («Cloud Appreciation Society»), возглавляемой Гэвином Претор-Пинни. Первоначально Общество не имело целей, кроме умиротворённого наблюдения за облаками. Однако когда среди фотографий необычных облаков, загруженных на сайт Общества, появились снимки облаков зловещего вида с резкой бугристой нижней границей (первая из фотографий была сделана в 2006 году Джейн Уиггинс в Сидар-Рапидс, Айова, США, а в дальнейшем появились фотографии похожих облаков из многих частей Земли, в том числе из Великобритании, Норвегии, Эстонии, Франции, Бельгии, Новой Зеландии и России), и к этим облакам появился интерес со стороны СМИ, Претор-Пинни решил добиваться официального признания этого явления Всемирной метеорологической организацией и включения таких облаков в официальную классификацию атласа облаков. Предполагалось, что это новый вид или разновидность облаков; Претор-Пинни предложил название asperatus (аспера́тус, с лат. — «шероховатое»). Облако стало известно под этим названием, а также как undulatus asperatus (undulatus — одна из уже существовавших на тот момент разновидностей облаков; одно и то же облако может принадлежать к нескольким разновидностям).
Классификация облаков из атласа ВМО практически не менялась на протяжении десятков лет, однако на 2010-е годы была запланирована его ревизия. Фотографии с подробными метаданными, сделанные с помощью мобильного приложения Общества любителей облаков, позволили изучить новое необычное облако, и это обстоятельство в сочетании с вниманием СМИ поспособствовали его включению в новую редакцию атласа. В итоге редакция атласа облаков 2017 года включила один новый вид и ряд менее значительных добавлений, в том числе дополнительную черту asperitas; таким образом, Общество достигло успеха в своей инициативе. Название не совсем совпадает с предложенным, поскольку согласно стандартам ВМО, название дополнительной черты (в отличие от названия целого вида или разновидности, которыми облака asperitas признаны не были) должно представлять собой латинское имя существительное.
Как правило, классификация атласа облаков имеет прикладной метеорологический характер и включает те характеристики, которые могут помочь предсказать погоду. Asperitas в этом смысле является исключением: добавление этой черты облаков в атлас произошло скорее из-за известности, которую получили такие облака у общественности. В то же время история описания и начала научного изучения облаков asperitas демонстрирует возможности гражданской науки и значительную пользу, которую могут принести метеорологии и науке вообще добровольные 
непрофессиональные помощники с помощью современных технологий.